# 460 pr. n. št.

## Dogodki
- Atene vodi Perikel
- Atenska ekspedicija v Egipt

## Rojstva
- Hipokrat, starogrški zdravnik (†  okoli  370 pr. n. št.)
- Tukidid, starogrški zgodovinar († 395 pr. n. št.)

## Smrti
- Naburimani, kaldejski astronom (približen datum) (* 540 pr. n. št.)